# Preblje
Preblje (nemško Preliebl) je naselje v Občini Kotmara vas v Okraju Celovec-dežela na Koroškem v Avstriji.